# Nguyễn Đức Thắng (cầu thủ bóng đá, sinh 1977)
Nguyễn Đức Thắng (sinh năm 1977) là cựu thủ môn của đội Sông Lam Nghệ An. Anh từng dẫn dắt Sông Lam Nghệ An thi đấu ở V-League.

## Sự nghiệp thi đấu

### Sự nghiệp câu lạc bộ
Nguyễn Đức Thắng bắt đầu tập luyện thể thao với đội năng khiếu bóng chuyền của tỉnh Nghệ An từ năm 1994. Sau đó, anh chuyển sang chơi bóng đá với vị trí thủ môn và gia nhập đội bóng Sông Lam Nghệ An, và được đưa lên đội 1 Sông Lam Nghệ An từ cuối năm 1995 với vai trò thủ môn dự bị. Đến mùa giải 1998, anh trở thành thủ môn số 1 của Sông Lam Nghệ An.
Năm 2004, Đức Thắng chuyển sang thi đấu cho CLB LG Hà Nội ACB.
Năm 2009, Đức Thắng trở lại chơi cho đội bóng Sông Lam Nghệ An. Cuối mùa giải 2011, anh giải nghệ và chuyển sang công tác huấn luyện.
Trong những năm làm trợ lý từ năm 2012-2016, anh đã huấn luyện các cầu thủ trẻ (từ đội nhi đồng cho đến U21 SLNA) và các cầu thủ dự bị. Sau khi HLV Ngô Quang Trường rời đội bóng xứ Nghệ, anh được chọn làm HLV trưởng cho đội bóng từ năm 2017-nay.

### Sự nghiệp thi đấu quốc tế
Nguyễn Đức Thắng lần đầu tiên được gọi tập trung đội Olympic Việt Nam tham dự Cúp Độc Lập và một số giải đấu khác trong năm 1999.

## Sự nghiệp huấn luyện

### Sông Lam Nghệ An
Năm 2012, đội bóng Sông Lam Nghệ An bổ nhiệm Đức Thắng là trợ lý cho huấn luyện viên trưởng Nguyễn Hữu Thắng. Năm 2014, Đức Thắng tiếp tục là trợ lý cho huấn luyện viên Ngô Quang Trường.
Cuối năm 2016, Đức Thắng chính thức được bổ nhiệm là huấn luyện viên trưởng của Sông Lam Nghệ An. Thành tích nổi bật của Đức Thắng với tư cách huấn luyện viên trưởng của Sông Lam Nghệ An là vô địch Cúp Quốc gia 2017; và chuỗi 8 trận thắng liên tiếp tại V-League 2018, đây là một kỷ lục của V-League. Dù không thể đưa đội bóng này vào trận chung kết Cúp Quốc gia 2018 do đã thua CLB FLC Thanh Hóa với tổng tỉ số 6-3, nhưng anh được xem là HLV tốt nhất của đội bóng xứ Nghệ.

## Danh hiệu

### Cầu thủ
Sông Lam Nghệ An
- V-League: (1): 2011
- Cúp Quốc gia (2): 2001-2002, 2010
- Siêu Cup Quốc gia (1): 2011

Hà Nội ACB
- Cúp Quốc gia (1): 2008

### Huấn luyện viên
Sông Lam Nghệ An
- Cúp Quốc gia: 2017
- Thứ hạng ở V-League:+Thứ 8 (năm 2017)
- Thứ hạng ở V-League:+Thứ 4 (năm 2018)